# Jean Archambault (homme politique)
Pour les articles homonymes, voir Archambault (homonymie) et Jean Archambault.
Jean Archambault, né le 14 décembre 1780 à L'Assomption et mort le 24 avril 1824 à Saint-Roch-de-l'Achigan, est un agriculteur et homme politique du Bas-Canada.

## Biographie
Il est né à L'Assomption, le fils de Jean Archambault et Françoise Beaudry. En 1806, il épouse Marie-Josephte Payet, dit Saint-Amour. Il n'a pas songé à se représenter pour la réélection en 1808.
Il a représenté Leinster dans l'Assemblée législative du Bas-Canada de 1800 à 1808.